# Bahnari, Vaslui
Bahnari este o localitate componentă a municipiului Vaslui din județul Vaslui, Moldova, România. Este situată la circa 10 km de Vaslui.
Localitatea a fost atestată documentar pentru prima dată cu numele de Tătărași, în data de 1 Octombrie 1660 într-un document redactat la Iași ca făcând parte din ocolul târgului Vaslui și având ca proprietar pe Radu Stolnic.

## Transport
Accesul către sat se poate realiza cu ajutorul vehiculelor pe un drum asfaltat până în localitate  
Transportul în comun se face pe baza microbuzelor Transurb Vaslui pe traseul Gară-Centru-Gura Bustei-Viișoara-Bahnari, biletul fiind la prețul de 3 lei. 

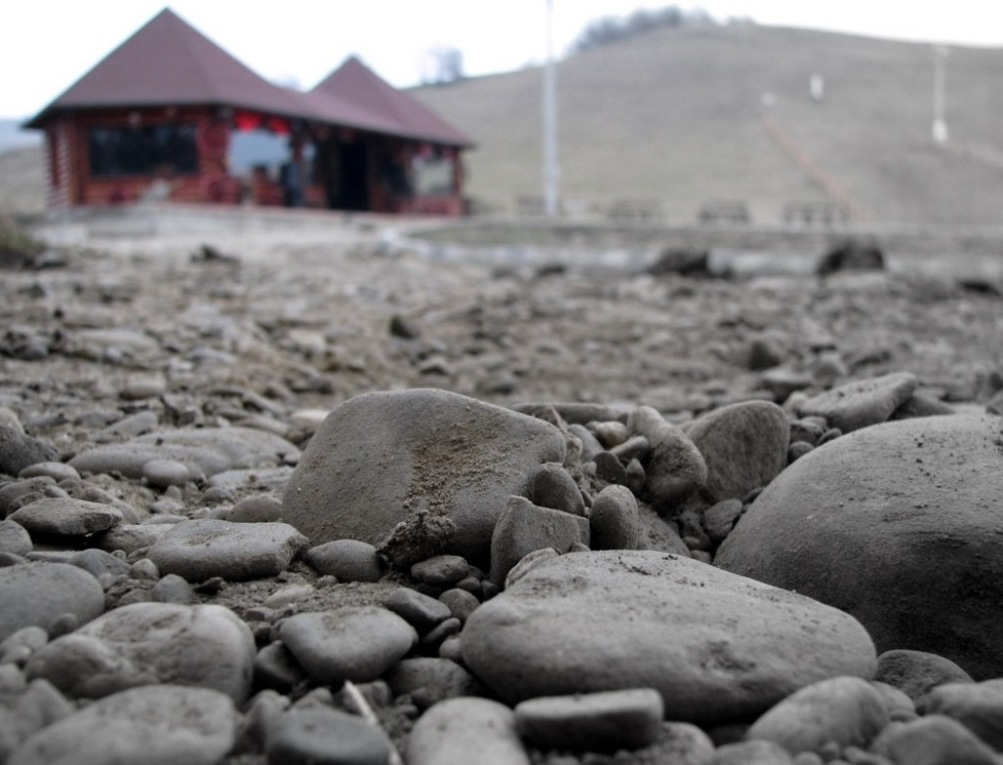
Această fotografie este realizată la pârtia din Viișoara și este fostul capăt al drumului mijloacelor de transport în comun ale Transurb Vaslui către Bahnari, 2-3 km distanță de localitate